# Centaurea zeybekii
Centaurea zeybekii — вид рослин роду волошка (Centaurea), з родини айстрових (Asteraceae).

## Середовище проживання
Ендемік Туреччини — західної Анатолії.